# Euptychium robustum
Euptychium robustum är en bladmossart som beskrevs av Georg Ernst Ludwig Hampe 1874. Euptychium robustum ingår i släktet Euptychium och familjen Pterobryaceae. Inga underarter finns listade i Catalogue of Life.